# Hendrik Brugmans
Hendrik Brugmans (Amsterdam, 13 dicembre 1906 – Bruges, 12 marzo 1997) è stato un politico olandese.
Era figlio dello storico Hajo Brugmans e di Maria Keizer.
Brugmans è stato uno dei leader intellettuali del Movimento Europeo e cofondatore nonché primo presidente dell'Unione dei Federalisti Europei. È stato il primo rettore del Collegio d'Europa di Bruges tra il 1950 e il 1972.